# Uvaroviella nicuesa
Uvaroviella nicuesa är en insektsart som först beskrevs av Morgan Hebard 1928.  Uvaroviella nicuesa ingår i släktet Uvaroviella och familjen syrsor. Inga underarter finns listade i Catalogue of Life.